# Элио, Франсиско Хавьер де
Франсиско Хавьер де Элио (исп. Francisco Javier de Elío, 12 июня 1767 — 24 ноября 1822) — испанский военный и политический деятель, последний вице-король Рио-де-ла-Платы.

## Биография
Элио был назначен губернатором Монтевидео в 1807 году, после отражения британских вторжений в Рио-де-ла-Плату. Вице-королём стал тогда Сантьяго де Линьерс (Линье), отбивший британскую атаку на Буэнос-Айрес.
В 1809 году Наполеон вторгся в Испанию. Так как Линье был французом по происхождению, то другой герой отражения британского вторжения, Мартин де Альсага, поднял мятеж против «ненадёжного» Линье. Однако, мятеж был подавлен, Альсага помещён в тюрьму, а поддержавшие его испанские части — распущены. В 1810 году пришли известия о том, что Наполеон I сместил с престола испанского короля — и в вице-королевстве Рио-де-ла-Платы началась Майская революция. Элио приютил в Монтевидео не поддержавших её роялистов, и провозгласил себя новым вице-королём Рио-де-ла-Платы. 19 января 1811 года самовыдвижение Элио было подтверждено Кадисской Хунтой, руководившей борьбой против Наполеона в Испании.
Франсиско Хавьер де Элио, ставший вице-королём в исключительных обстоятельствах, был, однако же, весьма типичным представителем испанской колониальной администрации. Уроженец метрополии (как почти все прежние губернаторы и вице-короли) и беспринципный карьерист, он был духовно чужд креолам и индейцам Ла-Платы. Большинство населения Восточной полосы отказало вице-королю в подчинении. А воинственные гаучо, во главе со своим признанным лидером Хосе Артигасом, подняли восстание против испанского владычества.
18 мая 1811 года основные силы Элио были разбиты Артигасом в битве при Лас-Пьедрас, после чего под его контролем остались лишь Монтевидео и Колония-дель-Сакраменто. Армия гаучо, не встречая никакого сопротивления, двинулась к столице. Тогда Элио обратился за помощью к португальцам. Кроме того, он вступил в сговор с хунтой Буэнос-Айреса, которая не любила и побаивалась Артигаса. Три прежде непримиримо-враждебных силы договорились о молчаливой координации своих действий.
В июле 1811 г. португальцы вторглись в Восточную полосу и принудили Артигаса снять осаду Монтевидео. Когда предательство буэносайресцев сделалось очевидным, Хосе Хервасио Артигас отступил в провинцию Энтре-Риос. Его сторонники — военные и гражданские — последовали за ним; это массовое перемещение населения вошло в историю как «Уругвайский исход».
18 ноября 1811 года Франсиско Элио вернулся в Испанию, а в январе 1812 года отказался от звания вице-короля.
После возвращения в 1814 году из изгнания короля Фердинанда VII Кортесы призвали его соблюдать Конституцию 1812 года, серьёзно урезавшую королевские права. Король отказался, и перебрался из Мадрида в Валенсию, где Элио, предоставив свои войска к услугам короля, призвал его объявить о восстановлении своих абсолютных прав. После революции 1820 года Элио, как верный сторонник короля и враг конституции, был казнён.